# أندرياس مولر (لاعب كرة قدم)
أندرياس مولر (بالألمانية: Andreas Müller)‏ (13 ديسمبر 1962 بشتوتغارت في ألمانيا - ) هو لاعب كرة قدم ألماني في مركز الوسط. لعب مع شالكه 04 ونادي شتوتغارت وهانوفر 96.

## وصلات خارجية
- أندرياس مولر (لاعب كرة قدم) على موقع قاعدة بيانات كرة القدم.إي يو (الإنجليزية)
- أندرياس مولر (لاعب كرة قدم) على موقع بيانات كرة القدم. دي إي (الألمانية)
- أندرياس مولر (لاعب كرة قدم) على موقع عالم كرة القدم.نت (الإنجليزية)